# Emily Rudd
Pour les articles homonymes, voir Rudd.
Emily Rudd, née le 24 février 1993 à Saint Paul (Minnesota), est une actrice américaine.

## Biographie
Elle est la fille de Michelle et Jeffrey Rudd. Elle grandit à Saint Paul, Minnesota. En 2023, elle incarne pour la série Netflix One Piece, la célèbre navigatrice Nami. 

## Filmographie

### Cinéma

#### Longs métrages
- 2021 : Fear Street, partie 1 : 1994 de Leigh Janiak (en) : Cindy Bergman
- 2021 : Fear Street, partie 2 : 1978 de Leigh Janiak (en) : Cindy Bergman
- 2021 : Fear Street, partie 3 : 1666 de Leigh Janiak (en) : Cindy Bergman / Abigail
- 2022 : Moonshot (en) de Christopher Winterbauer : Ginny[1]

#### Courts métrages
- 2014 : Secret Santa : une fille
- 2016 : Eye for an Eye: A Séance in VR : Veronica
- 2017 : House Mother : Mischa
- 2018 : Harper Shadow : Harper Shadow
- 2019 : Max Dynamite ! : Kerry

### Télévision

#### Séries télévisées
- 2018 : Philip K. Dick's Electric Dreams : Kim
- 2018 : The Romanoffs : Ella Hopkins
- 2018 : Olive Forever : Olive[2]
- 2020 : Dynastie : Heidi (4 épisodes)
- 2023 : Hunters : Clara (7 épisodes)
- 2023 : One Piece : Nami (8 épisodes)

#### Téléfilms
- 2017 : L'île aux secrets : Miranda

## Doublage

### Télévision

#### Séries d'animation
- 2024 : Delicious in Dungeon : Marcille Donato